# Abigaíl (hermana de David)
No confundirse con Abigail, esposa de David.
Abigail (hebreo: אֲבִיגָיִל: Avigáyil o ʾĂḇîḡáyil o ʾĂḇîḡāyil) “El padre salta de júbilo” o “Gozo del padre” o “Fuente de alegría”, fue hermana o media hermana del rey David.

## Familia
En la biblia, habla sobre Amasa hijo de Abigail, la cual había estado con Itra israelita, pero en otro versículo bíblico habla sobre Jeter ismaelita, quien era padre de Amasa. Según los investigadores puede ser que Abigail haya tenido una relación con Itra israelita, pero al estar embarazada se casó con Jeter ismaelita. 

Y Absalón nombró a Amasa jefe del ejército en lugar de Joab. Amasa era hijo de un varón de Israel llamado Itra, el cual se había llegado a Abigail hija de Nahas, hermana de Sarvia madre de Joab.
2 Samuel 17: 25, Reina-valera 1960.

También en ese versículo habla sobre el padre de Abigail, Nahas, entonces Abigail vendría a ser media hermana de David y de sus hermanos.